# Luis Quintero Brea
Luis Quintero Brea (Cádiz, 22 de mayo de 1963 – Chiclana de la Frontera, 12 de octubre de 2017) fue un artista español multidisciplinar y autodidacta que desarrolló su actividad a través de la pintura, el dibujo, el collage y, principalmente, la escultura, además de en otros ámbitos, como la música, la fotografía y la joyería de autor.

## Trayectoria
Quintero procedía de una familia humilde y fue autodidacta. Desde una edad temprana mostró dotes para la música y el dibujo, que fueron sus primeras incursiones en la actividad artística. Más adelante continuó su carrera artística con el desarrollo de otras actividades creativas. A los 18 años vendió su colección de discos y su flauta travesera para viajar a Holanda, que fue determinante en su trayectoria. Allí conoció sus principales museos y contactó con otros artistas. Al regresar, trabajó como aprendiz durante tres años en una marmolería, donde aprendió a trabajar la piedra. En su tiempo libre decidió volcarse en el arte: pintaba, tocaba en conciertos y exploraba cualquier ámbito artístico a su alcance. Tras inspirarse en diversos artistas, como Giacomo Manzù, Ambrose Bierce, Robert Walser o Peter Greenaway, comenzó a participar en exposiciones colectivas e individuales por Andalucía. A través de proyectos interdisciplinares también llegó a exhibir su obra en galerías de Madrid, Europa y América.
Nacido en Cádiz, vivió muchos años en Chiclana de la Frontera. Fue un artista polifacético cuya obra se caracteriza por estar llena de claves, de humor y de espiritualidad. Quintero solía recurrir para sus trabajos al pensamiento poético. Era un artista conceptual que utilizaba la metáfora como tránsito entre la idea y la forma. Fue un artista prolijo que combinó diversas facetas del arte para expresar el paso de la vida, la libertad, la opresión y el tiempo. Expuso desde muy joven creaciones muy diversas: collages, dibujo, fotografía, óleo, bronce, joyas, etc. Fue un referente andaluz de la escultura que destacó desde sus comienzos por sus dotes escultóricas de vocación grecolatina que mostraba un gran contenido simbólico. En general fue también una figura muy destacada del arte en Andalucía.
Además de su presencia en el panorama artístico nacional e internacional, fue un artista recurrente en exposiciones tanto individuales como colectivas de su tierra. Una de sus principales exposiciones fue Tempus, que se inauguró el 12 de enero de 2007 en la sala Imagen de Sevilla. Esta muestra escultórica, fotográfica y pictórica reunía piezas que evocaban el tiempo como el escenario de la propia vida: «Es una revisión al proceso del tiempo en la obra, en la vida y en la percepción que tenemos nosotros mismos de nuestro futuro, pasado y presente». También participó en iniciativas culturales populares y de raigambre ciudadano. Parte de su obra es pública y está por calles y plazas de muchas ciudades, incluidos diversos monumentos en Cádiz. Concretamente en la Puerta de Tierra, a la entrada de la capital gaditana, se encuentra su monumento a la Constitución de 1978, conocido popularmente como Jaulájaro, realizado para conmemorar el trigésimo aniversario de aquella. La obra representa una jaula y un pájaro, y constituye una reflexión llamativa y efusiva de sus constantes. Para Quintero, la idea del pájaro equivale a la libertad ilimitada, la jaula representa la falta de ella y la cola significa la escalera hasta la libertad.
Actualmente, su candado gigante, realizado por encargo de la Asociación de la Prensa de Cádiz, en nombre de la libertad de expresión se encuentra en la Glorieta de los Periodistas, cerca de la Diputación, en Cádiz. Quintero también es autor de las esculturas de Fernando Quiñones en La Caleta, del poeta gaditano Carlos Edmundo de Ory, ubicada en la Alameda Apodaca de la capital y de Carlos Castilla del Pino en San Roque. Hay que destacar también el memorial a los enterrados en el cementerio de San José de Cádiz, realizado en el Mancomunado de Chiclana. También en esta localidad hay una escultura suya a la puerta del Teatro Moderno.
Su obra está presente asimismo en instituciones públicas, como en la colección de arte del Ayuntamiento de Cádiz (colección Hércules), en la de arte contemporáneo de la Diputación (colección Aduana), en la colección de Cajasol en Sevilla o en el Museo de Cádiz, al que, por ejemplo, donó su obra Cadenas, realizada en bronce y acero.